# Zwickl Dániel
Zwickl Dániel (Budapest, 1984. augusztus 30. –) magyar asztaliteniszező.
1991-ben kezdett asztaliteniszezni a Útvasút Egyesületben, majd 1993-tól a BVSC versenyzője lett. 1996-ban a serdülő Európa-bajnokságon csapatban érte el a legjobb eredményt, ötödik lett. 1998-ban a szlovák Petr Seredával párosban lett serdülő Európa-bajnok. Egy év múlva, még mindig a serdülők között mind a négy versenyszámban első lett (vegyespárosban Póta Georginával, párosban a cseh Gavlassal). Harmincnyolc mérkőzést játszott, és mindegyiket megnyerte. A felnőtt ob-n párosban a legjobb nyolcig jutott és tagja lett a válogatott keretének. Az év végén a legjobb magyar utánpótláskorú játékosnak választották. A világranglistán 128. volt.
2000-ben az ifik között az Európa TOP 12 versenyen negyedik lett, majd tagja lett a felnőtt vb-n induló magyar csapatnak is, amely 17.-ként végzett. Az ob-n egyéniben harmadik helyezett lett. Az Európa-bajnoki csapatba klubja kérésére nem került be. Az ifi Eb-n párosban (Cioti, román) második, egyéniben bronzérmes volt.
2001-ben ismét indulhatott a világbajnokságon. Csapatban 22. volt. Párosban Demeter Lehellel a 64 közé jutott. Egyéniben a 128 között bukott el. Az ifi Eb-n ezúttal a csapatban elért hatodik helyezés lett a legjobb eredménye.
2002 januárjában megnyerte az ifjúsági európai TOP 12 versenyt. A felnőtt Európa-bajnokságon 18. volt csapatban. Egyéniben és a két páros számban a hatvannégyig jutott. Az ifjúsági Európa-bajnokságon egyéniben második, csapatban ötödik volt. 2003-tól 2006-ig német és osztrák csapatokban szerepelt. (Ochsenhausen, Tegernheim, Kapfenberg) 2003-ban nem került be az Európa-bajnokságon szereplő válogatottba. Megnyerte a magyar TOP 12 versenyt. Az olimpiai selejtezőn az első fordulóban kiesett.
2004-ben 21. volt a csapat világbajnokságon. A győri egyetemi és főiskolás világbajnokságon csapatban és párosban szerzett bronzérmet. A következő évben az Európa-bajnokságon csapatban 17. volt. Párosban (Jakab János) a 16, vegyespárosban (Bátorfi Csilla) a 32, egyesben a 64 között esett ki. A vb-n párosban (Jakab) a 64, vegyespárosban (Bátorfi) és egyesben a 128 között búcsúzott.
2006-ban vegyespárosban (Pergel Szandra) és egyéniben lett magyar bajnok. Férfi Párosban (Jakab) harmadik volt. A csapat-világbajnokságon 25. lett. Zwickl tizenegy mérkőzéséből tízet megnyert. A brazíliai Pro Tour versenyen a nyolc közé jutott. Ebben az évben újra a BVSC játékosa lett. Októberben megnyert a magyar TOP 12 versenyt. Az év végén a legjobb magyar játékosnak választották.
A 2007-es ob-n egyéniben második volt. A belgrádi Eb-n csapatban 18. lett. Vegyespárosban (Pergel) és párosban (Jakab)a 32-ig jutott. A világbajnokságon egyesben és párosban az első, vegyespárosban a második fordulóban kiesett. Az év végén megvédte TOP 12 elsőségét.
A következő évben a csapat vb-n 18. volt. Az ob-n vegyespárosban (Pergel) első, egyéniben második volt. A nantesi európai és a budapesti világ olimpiai selejtezőben nem szerzett kvótát. Az Európa-bajnokságon csapatban 11. volt. Egyéniben a 32-ig jutott.
2009-ben az Universiaden a negyeddöntőig jutott párosban (Jakab). Az Európa-bajnokságon csapatban 16. volt. Egyéniben a 32 között esett ki. Ebben az évben a PTE- PEAC-hoz igazolt. Az ob-n egyéniben és párosban (Kosiba Dániel) harmadik lett. 2007-től 2009-ig a Magyar Asztalitenisz Szövetség Játékos Bizottságának vezetője volt.
A 2010-es Eb-n csapatban 18. volt. A szezonban az olasz ASD Pieve csapatában szerepelt. A 2012-es csapat vb-n 17. volt. Áprilisban az európai kvalifikációs versenyen olimpiai kvótát szerzett. Az olimpián az első fordulóban 4-1-re győzte le dán ellenfelét. Majd szerb riválisán túljutva bekerült a 32 közé. A következő körben tajvani ellenfelétől négy játszmában kikapott és kiesett. Az októberi Európa-bajnokságon egyesben a főtábla első fordulójában esett ki.
A 2013-as egyéni világbajnokságon egyesben és párosban (Jakab) is az első fordulóban esett ki.

## Díjai, elismerései
- A legjobb magyar utánpótláskorú asztaliteniszező (Juhos József kupa) (1999)
- Az év magyar asztaliteniszezője (2006, 2012)